# Penguin Highway: El misteri dels pingüins
Penguin Highway: El misteri dels pingüins (ペンギン・ハイウェイ, Pengin Haiwei) és una pel·lícula d'animació japonesa dirigida per Hiroyasu Ishida, estrenada el 2018 al Japó. És l'adaptació de la novel·la Penguin Highway, escrita per Tomihiko Morimi i publicada el 2010. Es va incorporar al catàleg de la plataforma Netflix l'1 d'agost de 2021 amb doblatge en català. D'aquesta manera, va ser la primera pel·lícula d'anime en català a la plataforma estatunidenca. Tot i això, la qualitat del doblatge va provocar diverses crítiques entre els professionals del sector.

## Personatges
Aoyama (アオヤマ君, Aoyama-kun)
Veu: Kana Kita (japonès)
La jeune femme (お姉さん, Onē-san)
Veu: Yū Aoi (japonès)
Uchida (ウチダ君, Uchida-kun)
Veu: Rie Kugimiya (japonès)
Hamamoto (ハマモトさん, Hamamoto-san)
Veu: Megumi Han (japonès)
Suzuki (スズキ君, Suzuki-kun)
Veu: Miki Fukui (japonès)
El pare d'Aoyama (アオヤマ君のお父さん, Aoyama-kun no Otōsan)
Veu: Hidetoshi Nishijima (japonès)
El pare de Hamamoto (ハマモトさんのお父さん, Hamamoto-san no Otōsan)
Veu: Naoto Takenaka (japonès)

## Rebuda

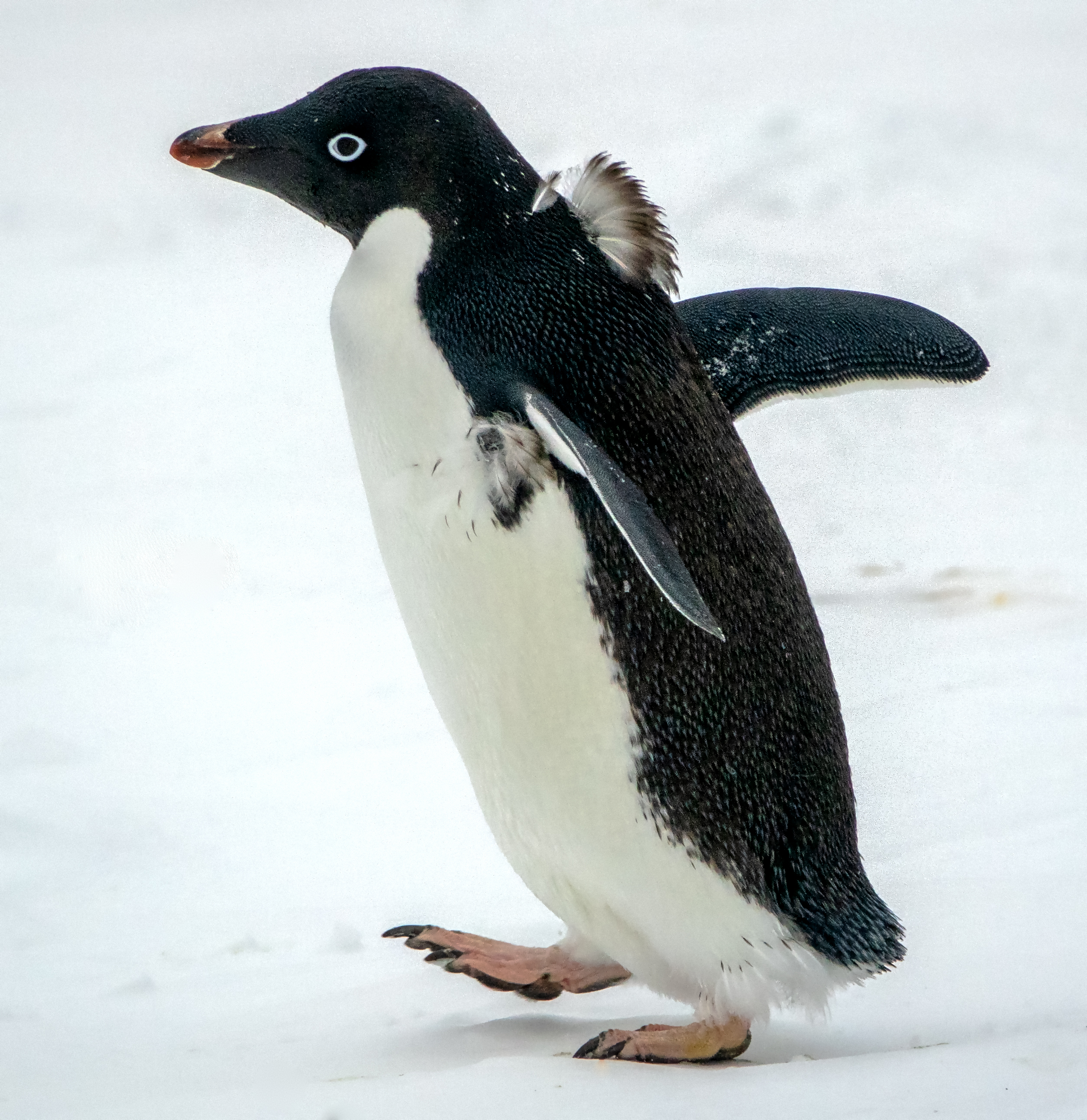
Un pingüí com els que surten a la pel·lícula

### Taquilla
Al Japó, la pel·lícula es va projectar a 192 sales durant el cap de setmana d'estrena, on va ocupar el 10è lloc a la llista de les més vistes. La pel·lícula va sortir del top 10, amb una recaptació de 307 milions de iens (2,5 milions d'euros), el 26 d'agost de 2018.

### Premis i reconeixements
El llargmetratge va guanyar el premi Satoshi Kon a la millor pel·lícula d'animació al Festival FanTasia. Va ser nominat al Gran Premi del Jurat d'Utopiales el novembre de 2018.